# غلام خان
غلام خان (انگلیسی: Ghulam Khan) شهری در وزیرستان شمالی، خیبر پختونخوا، پاکستان است. این گذرگاه پس از چمان و تورخم، سومین گذرگاه مهم مرزی پاکستان و افغانستان است.
این مرز برای تجارت بین پاکستان و افغانستان از روز جمعه ۹ مارس ۲۰۱۸ باز شده‌است.
در ۲۱ سپتامبر ۲۰۰۸، به عنوان نشانه‌ای از تشدید تنش بین کشورها، نیروهای پاکستانی پس از عبور هواپیماهای آمریکایی به خاک پاکستان در منطقه سعیدگی، در منطقه غلام خان وزیرستان شمالی، گلوله‌های هشداردهنده را به سمت آن شلیک کردند.